# Un fil à la patte (2005)
Un fil à la patte ist eine französische Komödie von Michel Deville nach dem gleichnamigen Theaterstück  Un fil à la patte  von Georges Feydeau. Es handelt sich um die fünfte Verfilmung des Stücks.
Der Film wurde mit einem Budget von 4,43 Millionen Euro im Studio 24 in Villeurbanne (Rhône), Paris und im Château de Chambly (Oise) gedreht. Drehort in Paris war der Garten des Palais Royal.